# Eremolaena
Eremolaena es un género con dos especies de árboles  pertenecientes a la familia Sarcolaenaceae.  El género tiene dos especies de hoja perenne. Ambas especies son nativas de las zonas húmedas de la costa este de Madagascar.

## Especies
- Eremolaena humblotiana Baill.
- Eremolaena rotundifolia (F.Gérard) Danguy